# Densidade de carga
A densidade de carga linear, superficial ou volumétrica é uma quantidade de carga elétrica em uma linha, superfície ou volume respectivamente. Ela é medida em coulombs por metro (C/m), metro quadrado (C/m²), ou metro cúbico (C/m³), respectivamente. Como existem cargas positivas e negativas, a densidade pode tomar também valores negativos. Assim como qualquer densidade, ela depende da sua posição. Ela não deve ser confundido densidade de portadores de carga. Como relatado na química, a densidade de carga pode se referir a distribuição sobre o volume de uma partícula, átomo ou molécula. Assim, um cátion de lítio possui mais densidade de carga do que um cátion de sódio, pois o sódio possui raio atômico maior.

## Densidade de carga clássica

### Carga contínua
A integral da densidade de carga {\displaystyle \alpha _{q}(\mathbf {r} )}, {\displaystyle \sigma _{q}(\mathbf {r} )}, {\displaystyle \rho _{q}(\mathbf {r} )} sobre a linha {\displaystyle l}, superfície {\displaystyle S}, ou volume {\displaystyle V}, é igual a carga total {\displaystyle Q} desta região, definida como:
{\displaystyle Q=\int \limits _{L}\alpha _{q}(\mathbf {r} )\,\mathrm {d} l},
{\displaystyle Q=\int \limits _{S}\sigma _{q}(\mathbf {r} )\,\mathrm {d} S},
{\displaystyle Q=\int \limits _{V}\rho _{q}(\mathbf {r} )\,\mathrm {d} V.}
Esta relação define densidade de carga matematicamente. Note que alguns símbolos utilizados para denotar várias dimensões podem variar dependendo do campo de estudo. Comumente a notação utilizada é {\displaystyle \lambda }, {\displaystyle \sigma }, {\displaystyle \rho }; or {\displaystyle \rho _{l}}, {\displaystyle \rho _{s}}, {\displaystyle \rho _{v}} para (C/m), (C/m²), (C/m³) respectivamente.

### Densidade de carga homogênea
Para o caso de uma densidade de carga homogênea, que é independente da posição, é igual a {\displaystyle \rho _{q,0}}, a equação simplifica-se a:
{\displaystyle Q=V\cdot \rho _{q,0}}
A prova é simples. Comece com a definição de carga de um volume qualquer:
{\displaystyle Q=\int \limits _{V}\rho _{q}(\mathbf {r} )\,\mathrm {d} V}
Então, pela definição de homogeneidade, {\displaystyle \rho _{q}(\mathbf {r} )} é uma constante que será denotaremos {\displaystyle \rho _{q,0}} para diferenciar entre a forma constante e não constante, e então, pela propriedade da integral, ela pode ser levada para fora da integração, resultando em:
{\displaystyle Q=\rho _{q,0}\int \limits _{V}\,\mathrm {d} V}
Novamente, pelas propriedades das integrais:
{\displaystyle \int \limits _{V}\,\mathrm {d} V} = {\displaystyle V}
Entretanto, pela substituição:
{\displaystyle \rho _{q,0}\int \limits _{V}\,\mathrm {d} V} = {\displaystyle V\cdot \rho _{q,0}}
Que resulta em:
{\displaystyle Q=V\cdot \rho _{q,0}}
Que é precisamente o resultado mencionado acima para a densidade volumétrica de carga. As provas para a densidade linear e superficial são equivalentes e seguem os mesmos argumentos

### Cargas discretas
Se a carga em uma região consiste de {\displaystyle N} portadores de cargas pontuais, tal como elétrons, a densidade de carga pode ser expressa pela função delta de Dirac. Por exemplo, a densidade volumétrica de carga é:
{\displaystyle \rho _{q}(\mathbf {r} )=\sum _{i=1}^{N}q_{i}\cdot \delta (\mathbf {r} -\mathbf {r} _{i}).}
Aqui, {\displaystyle q_{i}} é a carga e {\displaystyle \mathbf {r} _{i}} a posição do i-ésimo portador de carga. Se todos portadores de carga possuírem a mesma carga, então a densidade de carga pode ser expressa em função da densidade de portadores de cargas
{\displaystyle n(\mathbf {r} )}:
{\displaystyle \rho _{q}(\mathbf {r} )=q\cdot \sum _{i=1}^{N}\delta (\mathbf {r} -\mathbf {r} _{i})=q\cdot n(\mathbf {r} )}
Novamente, as equações equivalentes para densidade de carga linear e superficial seguem diretamente das relações acima.

## Densidade de carga quântica
Em mecânica quântica, densidade de carga é relacionado a função de onda {\displaystyle \psi (\mathbf {r} )} pela equação
{\displaystyle \rho _{q}(\mathbf {r} )=q\cdot |\psi (\mathbf {r} )|^{2}}
quando a função de onda é normalizado como
{\displaystyle Q=q\cdot \int |\psi (\mathbf {r} )|^{2}\,d\mathbf {r} }

## Aplicação
A densidade de carga aparece na equação de continuidade que segue das Equações de Maxwell no eletromagnetismo.